# Lulù (film 1914)
Lulù (titolo alternativo: Un rendez-vous a Montmartre) è un cortometraggio muto italiano del 1914 diretto da Augusto Genina.